# Bantikower See

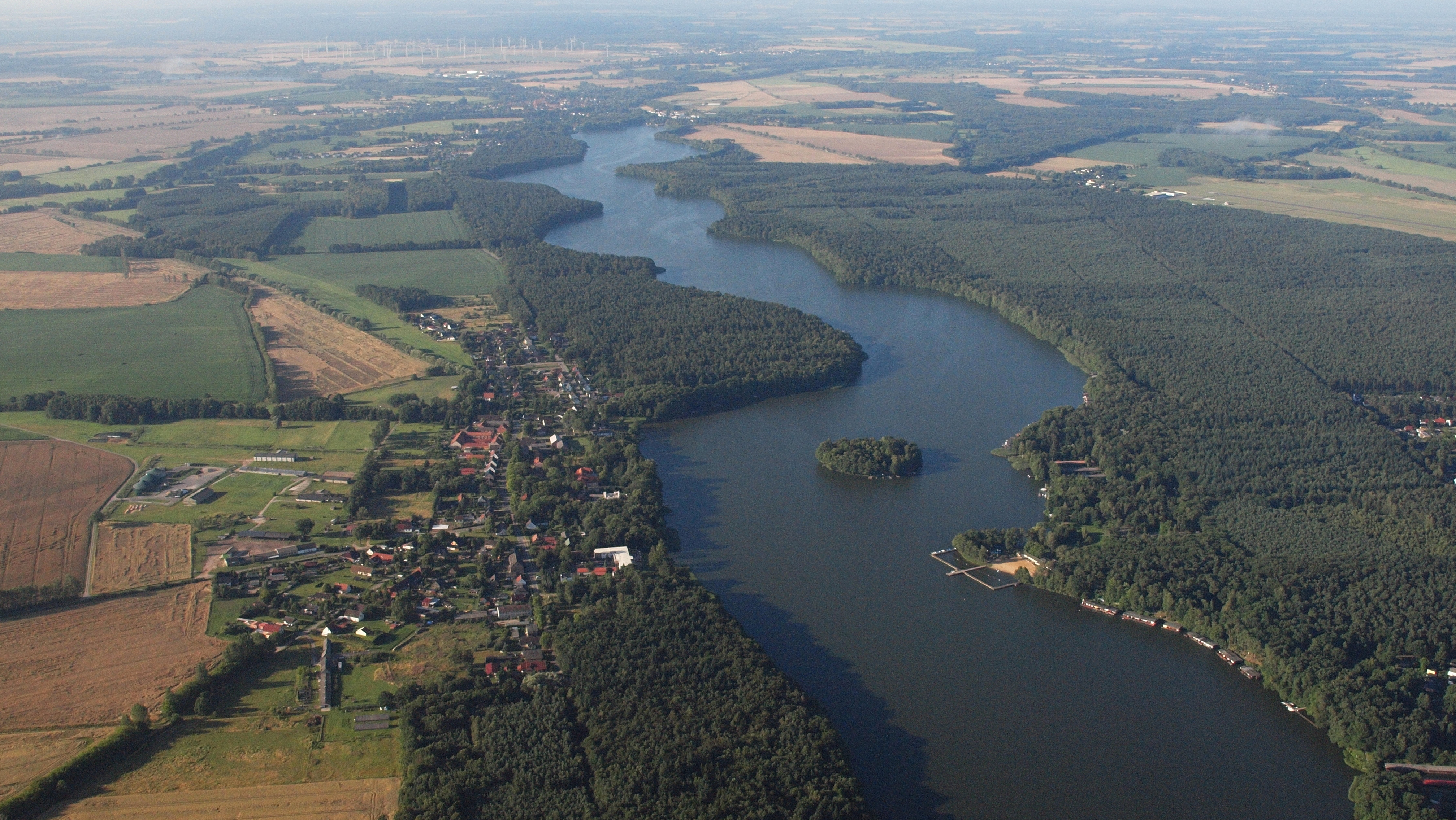
Bantikower See, Luftaufnahme (2014)

Der Bantikower See, heute auch unter dem Namen Untersee bekannt, ist ein Rinnensee im Landkreis Ostprignitz-Ruppin, Brandenburg. Der See reicht vom Kyritzer Wohnplatz Stolpe im Norden über Bantikow bis Wusterhausen/Dosse im Süden. Seine Länge beträgt etwa 7,5 Kilometer bei einer Breite zwischen 200 und 400 Metern. Seine größte Tiefe liegt östlich der Unterseeinsel und soll 20 Meter betragen. Die Wasseroberfläche liegt etwa bei 35,5 Metern über dem Meeresspiegel.
Der See gehört zur Kyritzer Seenkette in der Dosseniederung. Der südliche Teil des Bantikower Sees trägt den Namen Klempowsee. Durchflossen wird die Kyritzer Seenkette mit dem Bantikower See von der Klempnitz.

## Geschichte
Die Stadt Kyritz kaufte im Jahre 1316 von dem Markgrafen Johann den See Stolpe, den Bantikowschen See und den Königsbergschen See für 180 Silbermark.
Früher war zwischen Bantikow und Stolpe „eine breite und lange Brücke gebaut“, die man auch die „Langebrükke“ nannte, um das Vieh in die Stolpische Feldmark zu bringen. Diese Brücke existiert nicht mehr.
Nach der Anstauung des Klempowsees in Wusterhausen zum Bau der dortigen Mühle wuchs dieser mit dem Bantikower See zusammen. Nach Errichtung des Dossespeichers, der umgangssprachlich Obersee genannt wird, bürgerte sich die Bezeichnung „Untersee“ ein.